# 罗布·科恩
勞勃·「羅伯」·柯恩（英語：Robert "Rob" Cohen，1949年3月12日—）是一位美国男导演、制片人和編劇，出生於纽约州康沃尔。他是一名猶太人。
科恩毕业于哈佛大学，著名的作品如《玩命關頭》（2001年）、《限制級戰警》（2002年）和《绝密飞行》（2005年）。

## 作品列表

### 導演
- 1980：《反战呼声》
- 1984：《丑事一箩筐》
- 1984：《邁阿密風雲》（電視劇）
- 1987：《Hooperman》（電視劇）
- 1987：《三十而立》（電視劇）
- 1991：《The Antagonists》（電視劇）
- 1993：《李小龍傳》
- 1996：《魔龍傳奇》
- 1996：《十萬火急》
- 1997：《法外情真》（電視電影）
- 1998：《瘦皮猴外傳》（電視電影）
- 2000：《聖堂風雲》
- 2001：《玩命關頭》
- 2002：《限制級戰警》
- 2005：《機戰未來》
- 2008：《神鬼傳奇3》
- 2012：《FBI重裝戒備》
- 2015：《隔壁的男孩殺過來》
- 2018：《玩命颶風》

### 監製
- 1994：《霹靂遊俠2010》（電視電影）
- 1994：《手足傳奇》（電視劇）
- 1994：《手足傳奇2》（電視劇）
- 1994：《手足傳奇3》（電視劇）
- 1994：《手足傳奇4》（電視劇）
- 2005：《終極飆風》（電視電影）
- 2005：《限制級戰警2：極限公國》（執行製片人）
- 2008-2009：《NextWorld》（電視紀錄片，執行製片人）
- 2013：《Lemonade: Detroit》（紀錄短片）
- 2014：《Topless Prophet》（電視劇，執行製片人）
- 2015：《Ghoul》

## 外部連結
- 罗布·科恩在互联网电影资料库（IMDb）上的資料（英文）
- Rare 1989–1990 Footage of Rob Cohen Directing Dick Wolf's "Nasty Boys" （页面存档备份，存于）